# Heteronychia wahisi
Heteronychia wahisi är en tvåvingeart som beskrevs av Andy Z. Lehrer 1976. Heteronychia wahisi ingår i släktet Heteronychia och familjen köttflugor.
Artens utbredningsområde är Turkiet. Inga underarter finns listade i Catalogue of Life.